# ケインズサーカス
ケインズサーカス（英: Keynes's Circus）あるいはケンブリッジサーカス（英: Cambridge Circus）とは、ジョン・メイナード・ケインズが一般理論を立脚させるために指揮した5人の若手学者集団。その多くが、世界的な経済学者となっているだけでなく、ジェームス・ミードがノーベル経済学賞を受賞している。

## 構成メンバー
- リチャード・カーン
- ピエロ・スラッファ
- ジェームス・ミード
- オースティン・ロビンソン
- ジョーン・ロビンソン

## ケインズサーカスの関係者
- ロイ・ハロッド
- ニコラス・カルドア
- ミハウ・カレツキ
- アバ・ラーナー
- リチャード・ストーン
- ジョン・ヒックス